# الطفرة الصغيرة
الطفرة الصغيرة هي طفرة أُكتشفت لأول مرة في خميرة السكيراء الجعوية، بسبب العيب في سلسلة الجهاز التنفسي لا تستطيع الخميرة الصغيرة النمو على وسائط تحتوي فقط على مصادر كربون غير قابلة للتخمر (مثل الجلسرين أو الإيثانول)، وتشكل مستعمرات صغيرة عند زراعتها في وجود مصادر كربونية قابلة للتخمر مثل (الجلوكوز), ويمكن أن ينتج النمط الظاهري الصغير عن غياب أو طفرات في الحمض النووي للميتوكوندريا (تسمى«صغيرات السيتوبلازمك») أو عن طريق طفرات في الجينات المشفرة نوويًا المشاركة في الفسفرة التأكسدية، ويمكن تحريض الطفرات الصغيرة باستخدام مجموعة متنوعة من الطفرات، بما في ذلك عوامل إقحام (كيمياء حيوية) للحمض النووي، وكذلك المواد الكيميائية التي يمكن أن تتداخل مع تركيب الحمض النووي في الخلايا النامية، وتتسبب المطفرات التي تخلق الصغيرة في زيادة معدلات الأمراض التنكسية وعملية الشيخوخة.

## التاريخ
قبل أكثر من 50 عامًا، في مُختبر في فرنسا، اكتشف أفرسي وآخرون عاملاً موروثًا غَيْر مَندلِّي ضروري للتنفس في خميرة السكيراء الجعوية، والمعروف بالعامل (p)، والذي يوصف من خلال تطوير المستعمرات الصغيرة بالمقارنة مع الخميرة البرية.وقد لوحظ أن هذه الطفرات الصغيرة تنتج تلقائيًا بشكل طبيعي بمعدل 0.1 % – 1.0% كل جيل، ووجدوا أن علاج النوع البري بعوامل تداخل الحمض النووي للسكيراء الجعوية من شأنه أن ينتج طفرة أكثر.
حدد شاتز منطقة من الحمض النووي للخميرة كانت مرتبطة بالميتوكوندريا في عام 1964، وفي وقت لأحق تم إكتشاف أن الطفرات التي لا تحتوي على العامل (P) ليس لديها حمض نووي في الميتوكوندريا (تسمى ρ0 المعزولة) أو أنها تمتلك فرقَا في الكثافة أو الكمية للحمض النووي في الميتوكوندريا (تسمى ρ−المعزولة)، وساعد استخدام المجهر الإلكتروني لرؤية الحمض النووي في مصفوفة الميتوكوندريا على التحقق من حقيقة وجود الجينوم الميتوكوندري.
أصبحت السكيراء الجعوية منذ ذلك الحين نموذجًا مفيدًا للشيخوخة، ولقد ثَبُتَ أنه مع تقدم العمر في الخميرة يَفقد الحمض النووي في الميتوكوندريا قدرته الوظيفية مما يؤدي إلى الشيخوخة التكاثرية أو عدم القدرة على المواصلة في التكاثر، وقد أقترح أن هناك صلة بين فقدان الحمض النووي للميتوكوندريا ونطاق عمر التكاثر (RLS) أو عدد المرات التي يمكن للخلية التكاثر فيها قبل أن تموت حيث تم وجود زيادة في نطاق عمر التكاثر حين وضعت مع نفس التغييرات في الجينوم الذي يعزز انتشار الخلايا التي لا تحتوي على الصفائح الوراثية في الحمض النووي في الميتوكوندريا من أجل الجينات والمسارات المرتبطة بنطاق عمر التكاثر، ويمكن أن يصبح أسهل وأسرع عن طريق اختيار الكابيتات الجينية للطفرات السالبة الصغيرة.  

## الأسباب
يتميز الصغير في العجز في السيتوكروم (a, a3 + b) وقلة وجود الإنزيمات التنفسية التي ترتبط في التنفس داخل الميتوكندريا، بسبب وجود خطأ في مسار سلسلة الجهاز التنفسي في الخميرة (الصغيرة) الغير قادرة على النمو في وسائط تحتوي على مصادر كربون غير قابلة للتخمير مثل (الجلسيرين أو الإيثانول) وتشكيل مستعمرات صغيرة عند زراعتها في مصادر الكربون المخمرة (الجلوكوز)، ويمكن أن يتسبب غياب الميتوكوندريا في ظهور النمط الظاهري الصغير أو عن طريق حذف الطفرات في الحمض النووي في الميتوكوندريا (تسمى«صغيرات سيتوبلازمية») وهي طفرة حذف أو عن طريق طفرات في الجينات المشفرة نوويًا المشارِكة في الفسفرة التأكسدية.

## التجربة
يمكن توليد طفرات صغيرة في المختبر باستخدام علاجات عالية الكفاءة مثل أكريفلافين، بروميد إيثيديوم وعوامل تداخل أخرى، وتعمل آلياتهم على التحلل والتسبب في فقدان الحمض النووي في الميتوكوندريا في نهاية المطاف، وإذا زاد وقت العلاج ستنخفض كمية الحمض النووي في الميتوكوندريا بعد العلاج لفترات طويلة، وتم الحصول على الصغيرة التي لا تحتوي على الحمض النووي في الميتوكندريا، وهو نهج مفيد لتوضيح وظيفة الحمض النووي في الميتوكوندريا في نمو الخميرة.